# Mudra

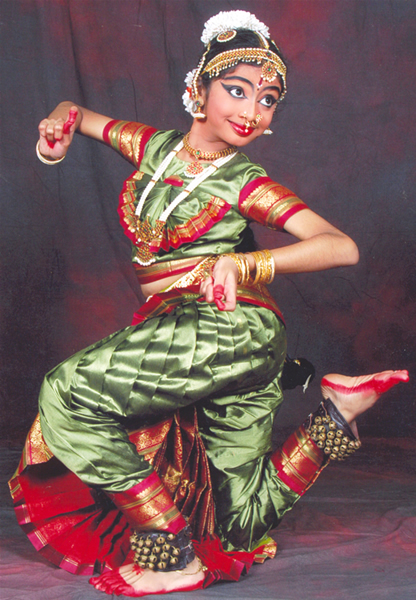
Bailarina india realizando el bharata-natiam-mudra.

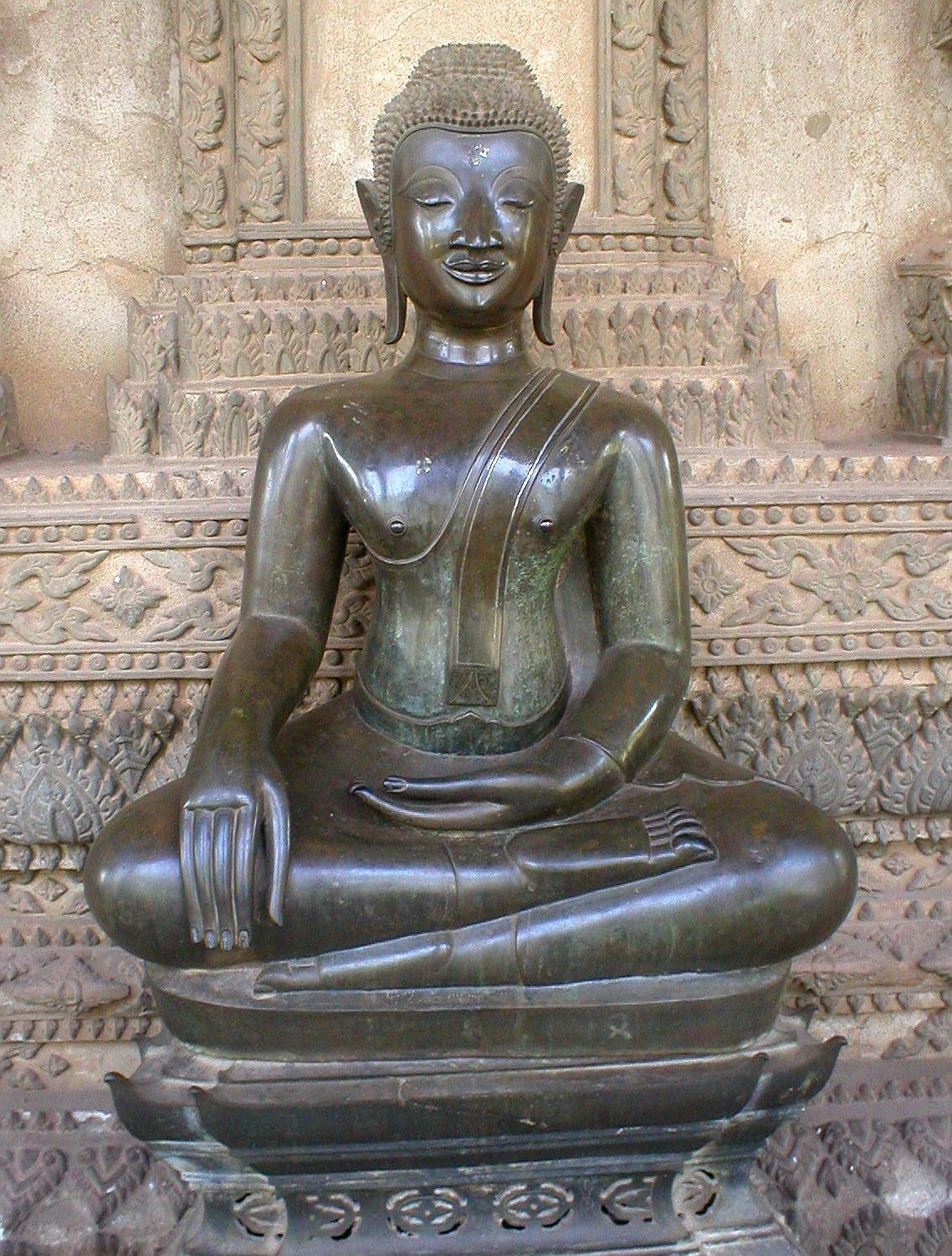
Buda realizando el bhumi-sparsa-mudra. Museo de Ho Phra Keo, en la ciudad de Vientián (Laos).

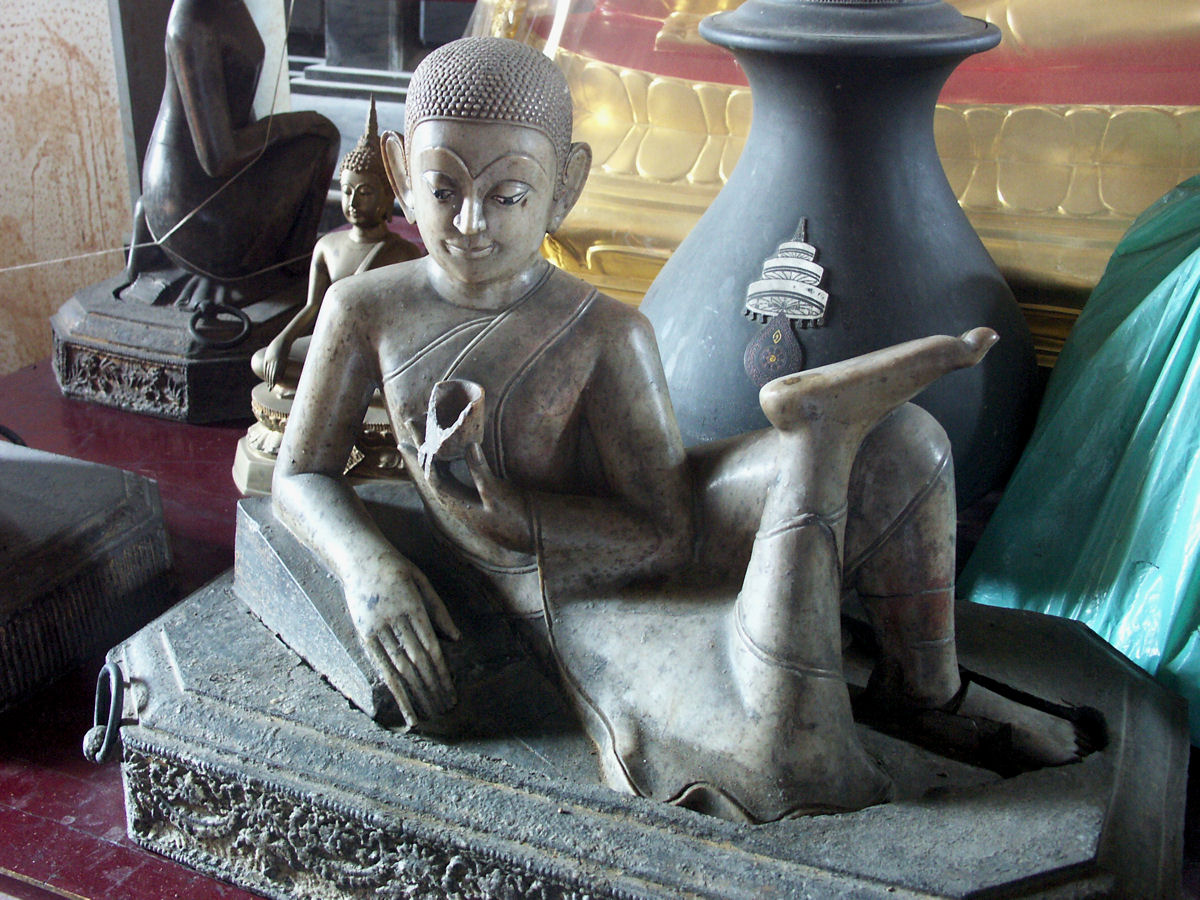
Varón (presumiblemente Buda Gautama) realizando un mudra y un asana (estatua en la ciudad de Bangkok).

En el marco del budismo y el hinduismo, un mudra es un gesto, considerado como sagrado por quienes lo realizan, hecho generalmente con las manos.
Según sus practicantes, cada mudra posee cualidades específicas que favorecen al propio practicante.
En el hinduismo se considera que hay 24 mudras principales.
El adjetivo «mudra» como ‘alegre’ se menciona por primera vez en el Atharva-veda, del siglo X a. C.
El concepto del «mudra» como gesto mágico de la mano apareció por primera vez en textos hinduistas del período gupta (entre el 320 y el 550 d. C.), como
el Dasha-kumara-charita,
el Sarva-dárshana-samgraja y
el Karanda-viuja.
Desde entonces, los gestos manuales comunes forman una parte importante de la iconografía hinduista y budista (representaciones tanto de dioses como de sabios).
Junto con los asanas (posturas corporales), los mudras se emplean en la meditación budista y en el yoga hinduista.
En japonés, el mudra se denomina 印相 (inzō).

## Nombre sánscrito
- mudrā, sustantivo femenino, en el sistema AITS (alfabeto internacional para la transliteración del sánscrito).[2][1]
- मुद्रा, en escritura devanagari del sánscrito.[2]
- Pronunciación:
  - /mudráa/ en sánscrito[2] o bien
  - /múdra/, /múdro/ o /múdr/ en varios idiomas modernos de la India (como el bengalí, el hindi, el marathi o el pali).
- Etimología: el sustantivo masculino español «mudra» proviene del sustantivo femenino sánscrito mudrā, que proviene del adjetivo mudra, que significa ‘alegre, gozoso’, y que a su vez proviene del sustantivo mud ‘gozo’.[2]

Mudra también significa ‘sello’ o ‘anillo para sellar’ (que era un símbolo del rey).
En ese sentido existen varios términos compuestos:
- mudrā dhāraṇa: ‘que sostiene un anillo con sello’, el rey.
- mudrā iantrā: ‘máquina selladora’ (una máquina impresora).
- mudrā iantra alaia: ‘casa de máquina selladora’ (una oficina de imprentas, o una imprenta)
- mudrā lipi: ‘escritura impresa’, impreso, litografía.
- mudraṇī pattra: ‘hoja impresa’, una hoja de prueba, una prueba de galera.
- mudrā rakṣaka: ‘cuidador de sellos [del rey]’.
- mudrita pāṃsu: ‘hacer impresiones [las gotas de agua] en el polvo o en la arena’.

## Algunos mudras

### Abhaia mudra

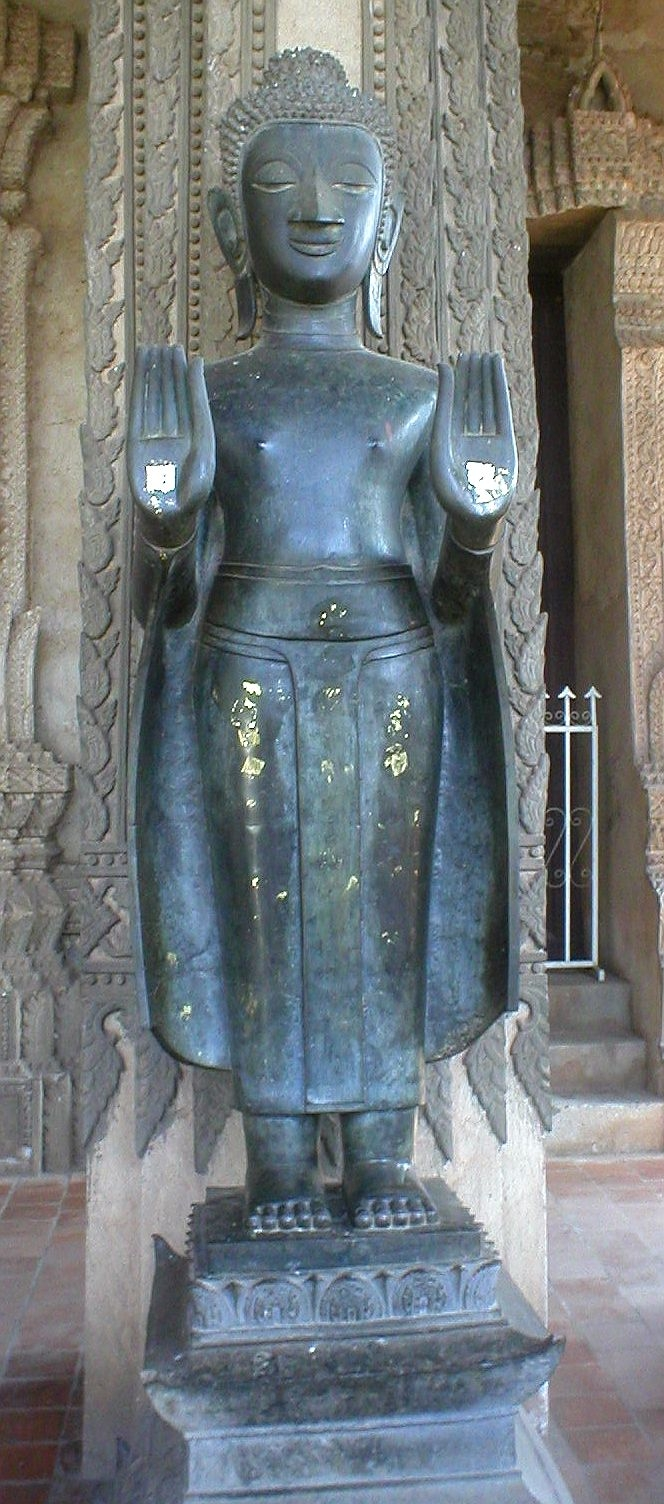
Buda realizando el abhaia mudra (estatua del siglo XVIII).

Un ejemplo de un mudra hecho con las manos puede ser la contraposición de ambas palmas abiertas conocidas como abhaia mudra, el gesto para eliminar el miedo (siendo a: sin’ y bhaia: ‘miedo’).
Representa protección, paz, benevolencia y ausencia de miedo.
En el budismo theravāda se hace con la mano derecha levantada sobre el hombro derecho, el brazo doblado y la palma hacia adelante con los dedos hacia arriba; la mano izquierda colgando del lado derecho del cuerpo erguido.
En Tailandia y Laos este mudra está asociado con el Buda caminante, a menudo haciendo este mudra con ambas manos. El mudra fue probablemente usado antes de la aparición del budismo como un símbolo de buenas intenciones y de mostrarse amistoso con extraños.

### Bhumi sparsha mudra
El bhūmi sparśa mudrā (‘gesto de tocar la Tierra’, siendo bhūmi: ‘el planeta Tierra’; y sparsha: ‘tocar’) representa al Buda Gautama tomando la Tierra como testigo.
Representa el momento cuando Buda resolvió el problema de acabar con el sufrimiento cuando se encontraba bajo el árbol de bodhi. Usualmente representado por el Buda histórico y akshobhia sentado en la posición de loto. La mano derecha toca el suelo con el dedo índice cerca de la rodilla derecha; la mano izquierda comúnmente descansando sobre la pierna con la palma hacia arriba.

### Dhyana mudra
.

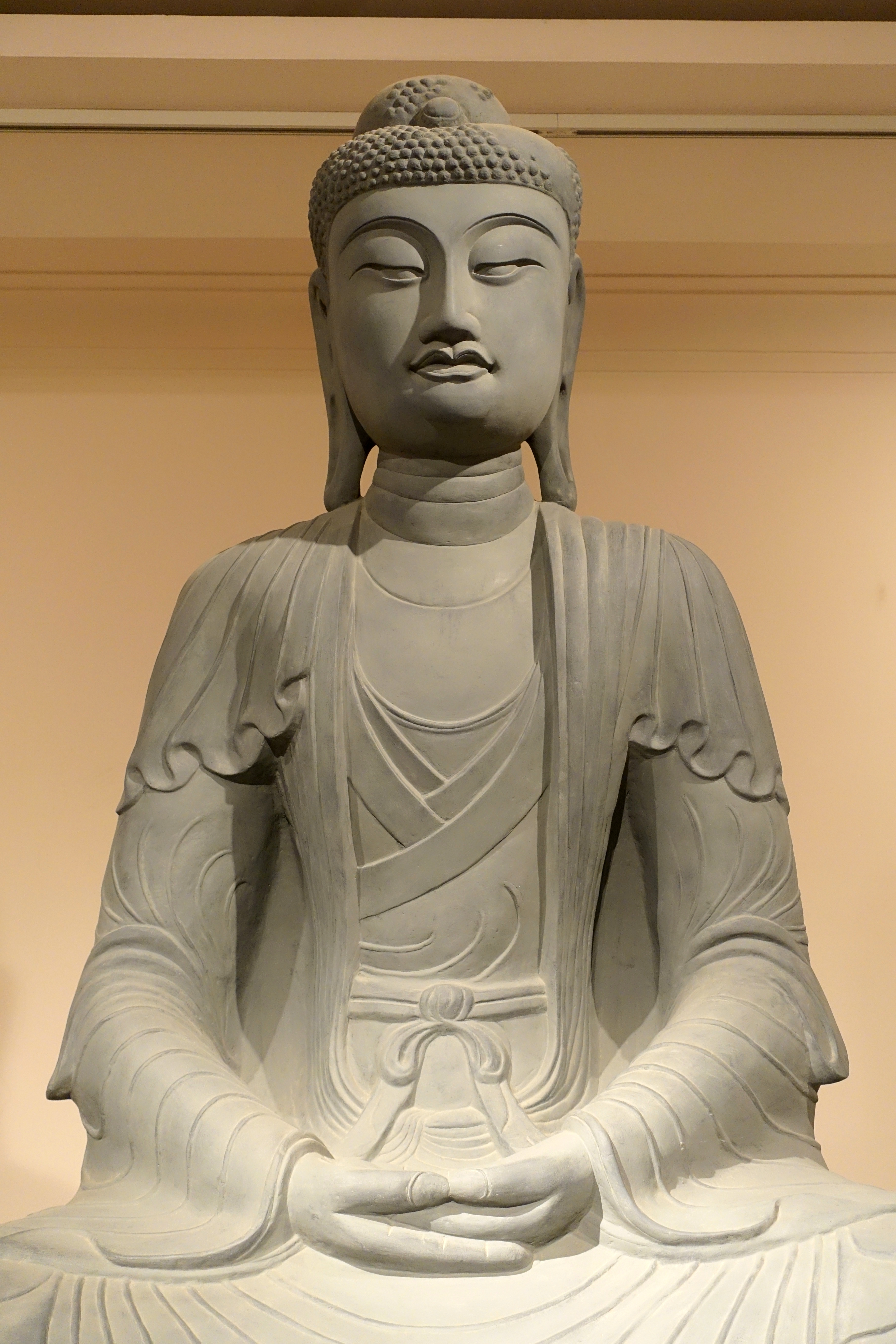
Representación de Amitābha del templo de Phật Tích (en la ciudad de Hanói), mostrando el mudra dhyāna.

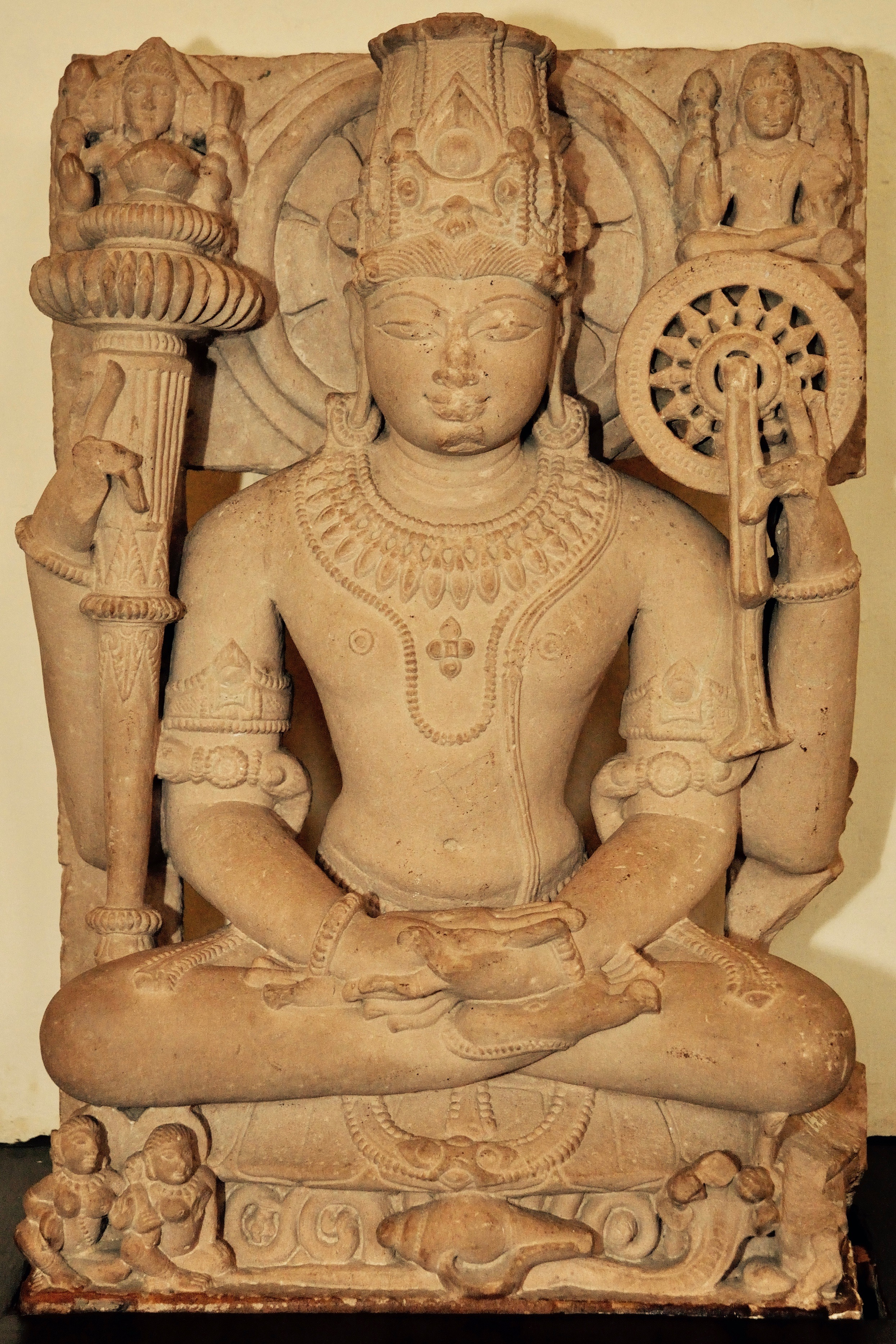
El dios Visnú reposando sus manos en la postura de meditación (dhyana-mudra) o de yoga (yoga-mudra).

El dhyana mudra o ‘mudra de la meditación’ es el gesto de la meditación, de la concentración de la buena ley y la sangha. Sentado en meditación, con los ojos cerrados, las dos manos colocadas en su regazo, con las palmas hacia arriba, una mano sobre otra con los dedos estirados (cuatro dedos apoyados sobre los otros con los pulgares mirando hacia arriba en diagonal), formando de esta manera, manos y dedos, un triángulo, que es un símbolo del fuego espiritual o las Tres Joyas. Este mudra es usado en representaciones de Gautama Buda y Amitābha. A veces este mudra se usa en ciertas representaciones de Bhaiṣajyaguru como 'Buda de la medicina', con un cuenco de medicina colocado en sus manos. El mudra dhyana se originó en la India muy probablemente en Gandhara y en China durante la dinastía Wei del Norte.

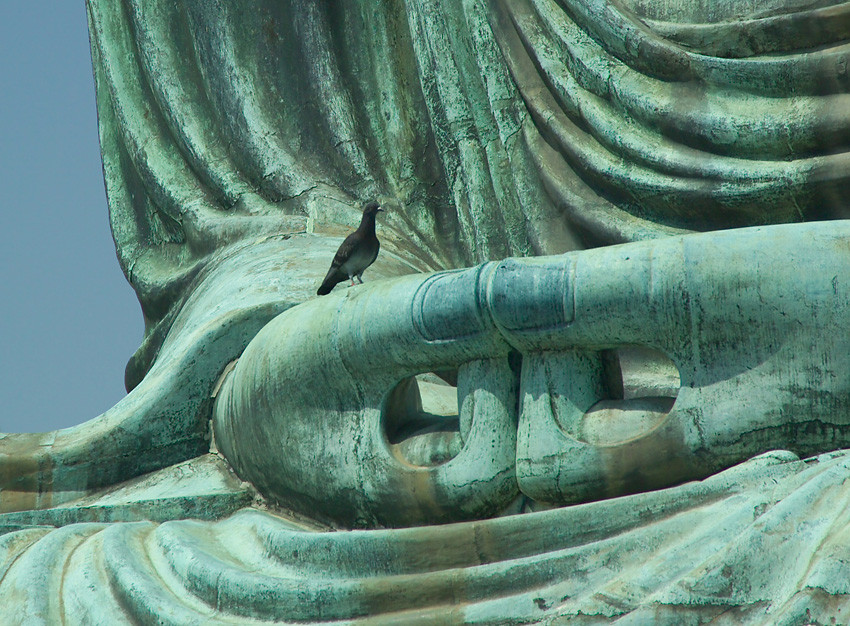
Manos de la estatua de Amitābha en Kōtoku-in, Kamakura, mostrando mida no jōin, una variación del dhyana mudra.

Es una de las imágenes más utilizadas en el Sudeste asiático por el budismo theravada; aunque los pulgares se colocan contra las palmas. La pose se usó principalmente para representaciones del Buda histórico así como para los Budas celestiales importantes de las escuelas Mahayana, como Amitabha, el Buda de la Luz Infinita, especialmente venerado en las tradiciones de la Tierra Pura budista.
El dhyāna mudrā también se conoce como 'samādhi mudrā' o 'yoga mudrā' en representaciones hindúes (en chino: 禅定 印; pinyin: [Chán]dìng yìn y pronunciación japonesa: jōin, jōkai jōin).
El mida no jōin (弥陀定印) es el nombre japonés de una variación del dhyana mudra, donde los dedos índice se juntan con los pulgares. Se usó predominantemente en Japón en un intento de distinguir a Amitābha (de ahí, 'mida' de Amida) del Buda Vairocana, pero raramente se usó en otros lugares.

### Kechari mudra
El kechari mudra (que se hace con la lengua) es un ejemplo de un mudra que no utiliza las manos.

### Varada mudra
Es el 'gesto de generosidad' que significa ofrenda, bienvenida, caridad, dación, compasión y sinceridad. Se puede mostrar con una mano u otra por una figura venerada dedicada a la salvación humana de la codicia, la ira y el engaño. Se hace con la palma de la mano hacia abajo con los dedos en posición vertical o ligeramente doblados. El Varada mudrā raramente se ve sin otro mudra, típicamente el abhayamudra. A menudo se lo confunde con el vitarkamudra, por su gran parecido. En China y Japón durante los períodos de la dinastía Wei del Norte y Asuka respectivamente, los dedos estaban rígidos y luego comienzan a aflojarse a medida que pasa el tiempo, lo que lleva al estándar de la dinastía Tang donde los dedos se curvan naturalmente.
En India, el gesto varada-mudra se utiliza en imágenes de Avalokiteśvara del Imperio gupta (siglos IV y V) y puede encontrarse ampliamente en la estatuaria del Sudeste asiático.

### Vitarka mudra

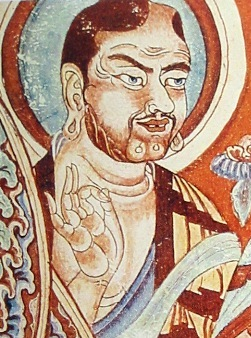
El vitarka-mudra en una pintura mural en las Cuevas de los mil Budas de Bezeklik (China), del.

Es el ‘mudra del debate’, el gesto del debate y transmisión de la enseñanza budista. Se realiza uniendo las puntas del pulgar y el índice, y manteniendo los otros dedos rectos como en los casos de los mudras abhaya y varada.
Este mudra tiene gran cantidad de variantes en el budismo majaiana.
En el budismo tibetano, es el gesto místico de Tārās y de bodhisattvas con algunas diferencias por las deidades en iab-ium (‘coito sagrado’).
El vitarka mudra también se conoce como viākhiāna mudrā (‘mudra de explicación’).